# هو سی (گروه موسیقی)
هو سی (به انگلیسی: Who See) گروه موسیقی مونته‌نگرویی است.
آن ها در یوروویژن ۲۰۱۳  نماینده مونته‌نگرو بودند.